# Canone buddista cinese

Un ritratto di Xuánzàng, pellegrino buddista cinese e traduttore di testi dal sanscrito al cinese, vissuto nel VII sec.

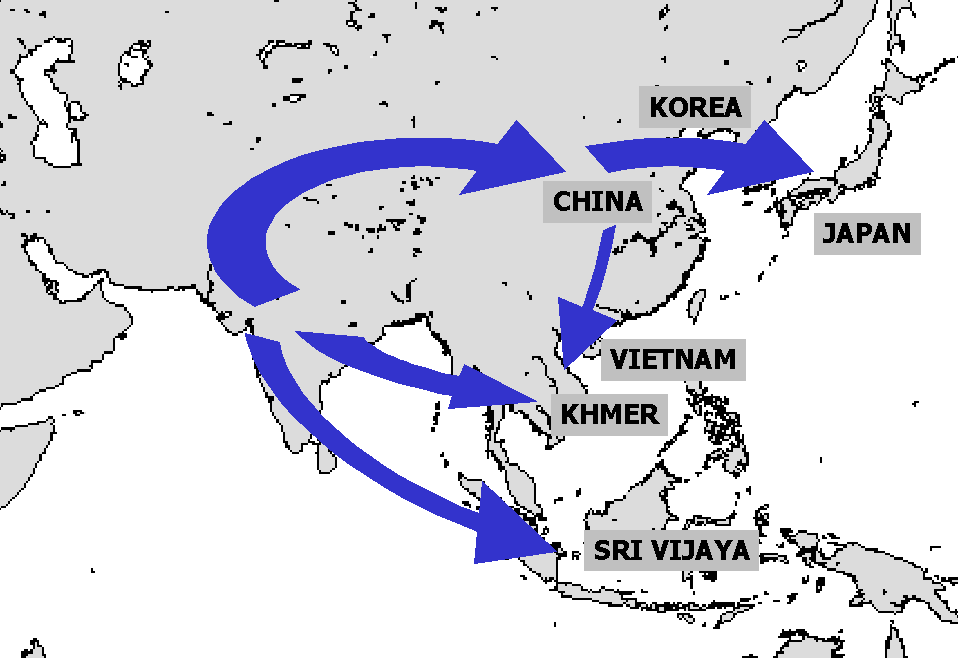
Diffusione del Buddismo in Asia tra il I e il X secolo

Il Canone buddista cinese (cinese 大藏經T, DàzàngjīngP, coreano: 대장경?, DaejanggyeongLR, TaejanggyŏngMR, giapponese: Daizōkyō, lett. "Grande deposito delle scritture") rappresenta la versione del Tripiṭaka buddista in cinese in tutte le sue recensioni storiche diffuse e accettate in Cina, Giappone, Corea e Vietnam in epoche diverse. Da questo Canone derivano anche i Canoni buddisti manciù e tangut.

## Origini e sviluppo
La versione più antica del Dàzàng Jīng (letteralmente: "Grande deposito delle scritture"), di cui rimane solo il catalogo delle opere che conteneva, risale al 515 ed era riprodotta su rotoli di carta e di seta. La prima edizione a stampa risale invece al 972 (dinastia Song Settentrionali), quando l'imperatore Tàizǔ (太祖, conosciuto anche come Zhào Kuāngyìn, 趙匡胤 regno: 960-976, sotto il niánhào Kāibǎo 開寶) decise di avviare l'incisione dell'intero Canone, fino a quel momento raccolto, su blocchi di legno, opera eseguita presso la città di Chingdu (provincia dello Sichuan). La prima incisione del Canone su blocchi di legno terminò nel 983, sotto il regno di Tàizōng (太宗, conosciuto anche come Zhào Kuāngyì 趙匡義, regno: 976-997, sotto il niánhào Yōngxī 雍熙), quando oltre 5 000 manoscritti che contenevano 1076 testi furono riprodotti su 130 000 blocchi, l'insieme dei quali costituisce la versione del Canone cinese denominata Kāibǎo (開寶).
Questa versione xilografica fu poi portata in Corea dove, nel 1030, fu completata l'opera di una edizione analoga sempre su blocchi di legno  (Canone coreano), edizione andata poi perduta a causa delle invasioni dei Mongoli nel XIII secolo.
Dopo l'edizione Kāibǎo ne seguirono delle altre, sempre a blocchi, denominate in base al luogo di realizzazione, spesso dei monasteri:

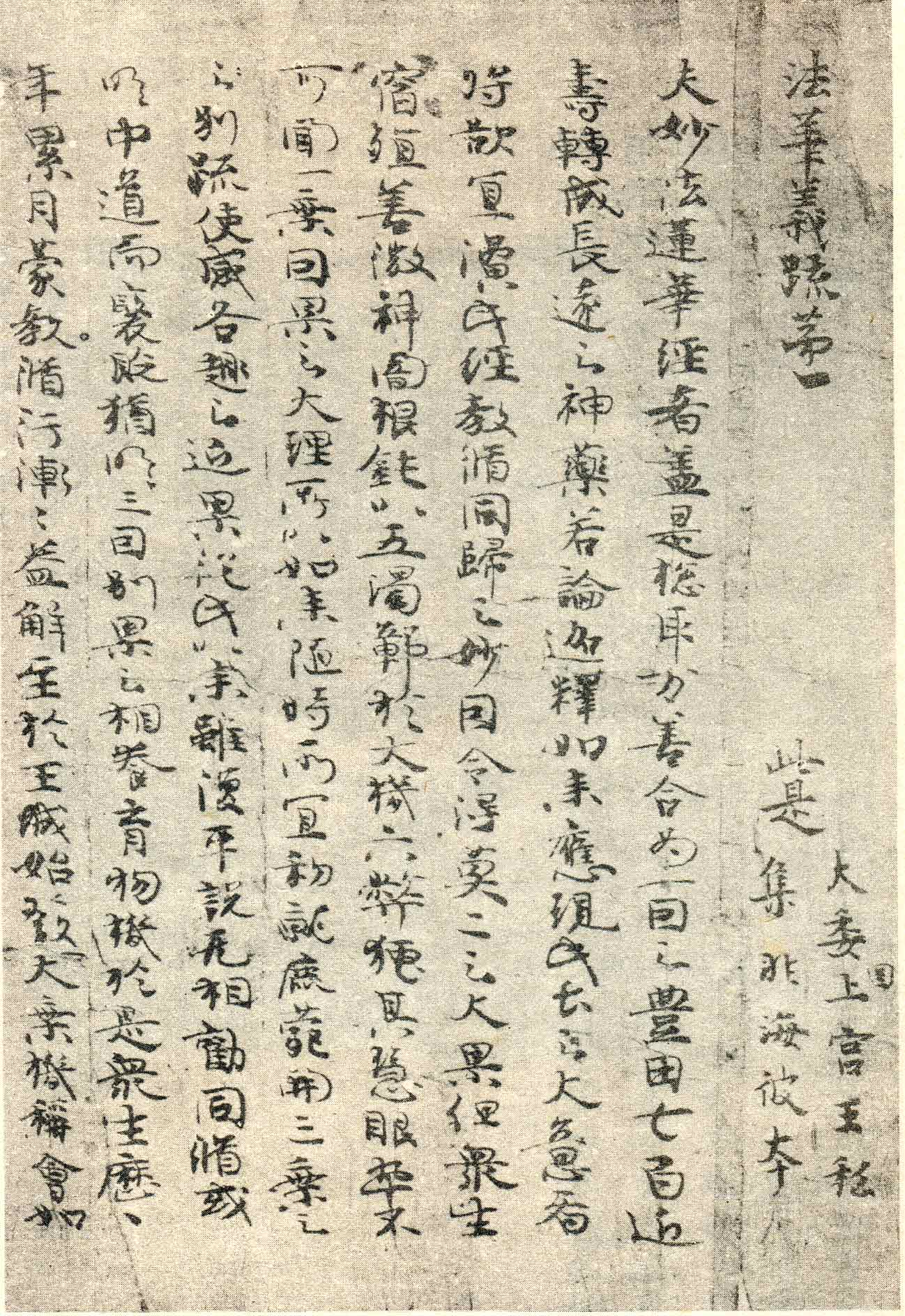
Una copia del Sutra del Loto attribuita al principe giapponese Shōtoku (573–621)

- Chongnin, XI sec., monastero di Dongchan a Fuzhou nella provincia del Fujian.
- Pilu, XII sec., monastero di Kaiyuan a Fozhou nella provincia del Fujian.
- Sixi, XII sec., monastero di Yunajiue  a Huzhou nella provincia del Zhejiang.
- Zifu, XIII sec., a Huzhou nella provincia dello Zhejiang.
- Jisha, XIV sec., Pingjiangfu nella provincia del Jiangsu.
- Puning, XIV sec., monastero di Puning a Hangzhou nella provincia del Zhejiang.
- Hongwu, XIV sec., a Nanchino, fu distrutta nel 1408.
- Yongle, XV sec., a Nanchino, denominata Edizione Ming meridionale.
- Yongle, XV sec., a Pechino, denominata Edizione Ming settentrionale.
- Wulin, XV sec., a Hangzhou nella provincia dello Zhejiang.
- Wanli, XVI sec., una riproduzione della Yonglo di Nanchino.
- Jiaxing, XVII sec., a Jiaxing nella provincia dello Zhejiang.
- Qing, XVIII sec., edizione della Corte imperiale cinese.
- Pinjia o Hardoon, 1914, a Shanghai, basata sulla edizione giapponese di Shukatsu.

Anche in Giappone si realizzarono diverse edizioni complete del Canone cinese, prima su blocchi lignei e poi a stampa:
- Tenkai (天海),  tra il 1643 e il 1648.
- Tetsugen (鐵眼) tra il 1678 e il 1681
- Canone di Tokyo XIX sec.

L'ultima edizione, in 85 volumi di stile occidentale è divenuta lo standard di riferimento nei paesi di antica influenza cinese fu edita in Giappone (Tokyo, 1924-1929) e contiene 2184 testi più 3136 supplementi (sebbene alcuni di questi riguardino solo gli sviluppi nipponici). Inaugurata durante il periodo Taishō, è detta comunemente Taishō Shinshū Daizōkyō (大正新脩大蔵經 Canone dell'Era Taishō).

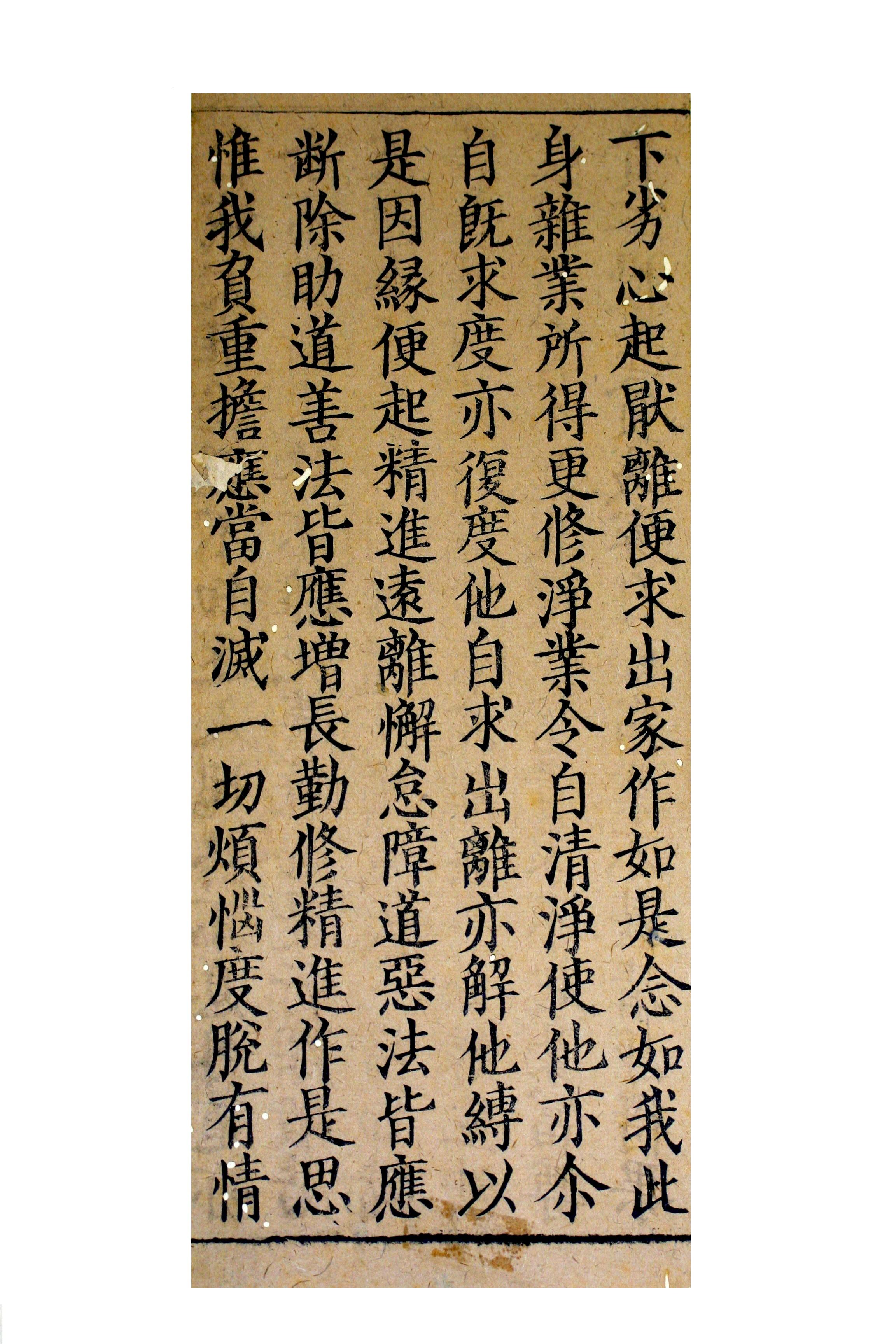
Copia di un sutra del Canone cinese risalente alla Dinastia Song.

## La traduzione dei testi
Molti studiosi si sono preoccupati di verificare l'attendibilità di queste traduzioni da una lingua, come il sanscrito, che poneva 
(Lewis R. Lancaster Buddhist Books and Texts: Translation in Encyclopedia of Religion, NY MacMillan, 1986)
Il risultato, di questa opera millenaria 
(Lewis R. Lancaster. Op.cit)
Così che:
(Lewis R. Lancaster. Op.cit)
Questo fu determinato dal fatto che i Cinesi erano attenti all'ermeneutica del testo che doveva riportare il cuore dell'insegnamento quindi lasciarono più traduzioni dello stesso testo per poter consentire di leggerne le differenti sfumature che potevano risultare illuminanti. Ciò a differenza dei testi, ad esempio, del Canone tibetano che invece
(Natalie Gummer. Buddhist Books and Texts: Translation in Encyclopedia of Religion. NY Mac Millan,  2005)
È da tener presente che solo una minima parte di questo Canone è stata finora tradotta nelle lingue occidentali, e anche il solo elenco completo delle opere non è ancora possibile reperirlo in queste lingue.